# Jahāngīrpur
Jahāngīrpur är en ort i Indien.   Den ligger i distriktet Bulandshahr och delstaten Uttar Pradesh, i den norra delen av landet, 70 km sydost om huvudstaden New Delhi. Jahāngīrpur ligger 199 meter över havet och antalet invånare är 10 042.
Terrängen runt Jahāngīrpur är mycket platt. Runt Jahāngīrpur är det tätbefolkat, med 636 invånare per kvadratkilometer. Närmaste större samhälle är Khurja, 16,9 km nordost om Jahāngīrpur. Trakten runt Jahāngīrpur består till största delen av jordbruksmark.